# Долинка (Пологівський район)
Доли́нка — село в Україні, у Воздвижівській сільській громаді Пологівського району Запорізької області. Населення становить 532 осіб. До 2017 року орган місцевого самоврядування — Долинська сільська рада.

## Географія
Село Долинка розташоване за 88 км від обласного центру та 48 км від районного центру, на одному з витоків річки Верхня Терса. Найближчі навколошні села: Копані (1 км) та Рівне (1,5 км). Відстань до найближчої залізничної станції Гуляйполе — 16 км.

## Історія
Село засноване у 1921 році. На території України існує 8 населених пунктів з однойменною назвою Долинка.
11 квітня 2017 року, в ході децентралізації, Долинська сільська рада об'єднана з Воздвижівською сільською громадою.
19 липня 2020 року, в результаті адміністративно-територіальної реформи та ліквідації Гуляйпільського району, село увійшло до складу новоутвореного Пологівського району.
16 березня 2024 року, за повідомленням голови Запорізької обласної військової адміністрації Івана Федорова, внаслідок обстрілу російськими окупантами загинула 76-річна мешканка  села Долинка.

## Населення
Відповідно із переписом УРСР 1989 року чисельність наявного населення села становила 490 осіб, з яких 226 чоловіків та 264 жінки.
За переписом населення України 2001 року в селі мешкали 533 особи.

## Мова
Розподіл населення за рідною мовою за даними перепису 2001 року:
| Мова       | Відсоток |
| ---------- | -------- |
| українська | 97,18 %  |
| російська  | 2,63 %   |
| вірменська | 0,19 %   |

## Економіка
- ТОВ «Долинка».

## Об'єкти соціальної сфери
- Середня загальноосвітня школа.
- Дитячий дошкільний навчальний заклад.
- Будинок культури.
- Амбулаторія.